# Oscar draghi
Oscar draghi è una collana editoriale pubblicata in Italia da Arnoldo Mondadori Editore e afferente come sotto-collana alla linea Oscar Mondadori. Lanciata sul mercato nel 2012, pubblica opere di narrativa di genere in volumi di grande formato dalla caratteristica veste grafica.

## Descrizione
Lanciata nel 1965, Oscar Mondadori è stata fra le prime collane di libri tascabili rilegati in brossura della storia editoriale italiana, e già negli anni Settanta incluse nel suo catalogo occasionali opere di letteratura di genere, al punto che fra gli anni Ottanta e Novanta furono sganciate dalla collana "madre" delle linee tematiche autonome, poi soppresse, chiamate Oscar Fantascienza (1979-1994), Oscar Fantasy (1989-1994) e Oscar Horror (1989-1992), a loro volta speculari ai periodici per edicola Urania, Urania Fantasy e Horror Mondadori.   
All'inizio degli anni Duemila e Dieci, Mondadori riprese l'idea di creare una sottocollana Oscar dedicata alle narrativa fantastica, ma anziché impostarla nuovamente come volumi tascabili in edizione economica optò, all'inverso, per una collana di volumi di lusso in grande formato, con copertina rigida, dotati di cospicui paratesti e spesso arricchiti di illustrazioni, privilegiando di conseguenza la pubblicazione di romanzi voluminosi, di cospicue raccolte di racconti, o di saghe di più romanzi riunite entro tomi unici.
La nuova collana degli Oscar draghi esordì quindi alla fine del 2012 pubblicando a ritmi distesi delle nuove edizioni delle Cronache del ghiaccio e del fuoco di George R. R. Martin, della saga di Shannara di Terry Brooks e delle Cronache di Narnia di C. S. Lewis, tre celebri cicli fantasy già da tempo parte del catalogo Oscar Mondadori, e nel 2016 propose per la prima volta un inedito, I Canti del Sogno, la monumentale raccolta in due tomi della narrativa breve di George Martin; a partire da quell'anno il ritmo delle pubblicazioni è gradualmente accelerato e la collana ha ristampato soprattutto opere seminali della fantascienza e del fantasy, del gotico e dell'horror, del giallo e del thriller, del romanzo storico e del romanzo di formazione, spaziando fra classici ottocenteschi e autori contemporanei (in particolare di narrativa per pubblico adolescente) e fra materiali pregressi del catalogo Mondadori e testi acquisiti da altri editori (in particolare alcune opere fantastiche tradotte per la prima volta da Nord, Fanucci o Newton Compton). Una minoranza di uscite sono invece saggi di argomento tecnico-scientifico o artistico-letterario, e a partire dal 2020 i volumi di narrativa hanno iniziato a includere anche materiali inediti in italiano, inizialmente episodi mancanti di saghe rimaste incomplete nelle precedenti traduzioni (è il caso de Le cronache di Prydain di Lloyd Alexander), in seguito vere e proprie prime edizioni (come ad esempio The Dresden Files di Jim Butcher).   
A partire dalla pubblicazione dei Racconti di Arthur C. Clarke l'11 febbraio 2020, le pubblicazioni di fantascienza della collana portano la nomenclatura speciale Urania Oscar draghi.

## Volumi pubblicati
| Numero | Autore                                                                            | Titolo                                                                        | Note | Data              | ISBN               |
| ------ | --------------------------------------------------------------------------------- | ----------------------------------------------------------------------------- | --- | ----------------- | ------------------ |
| 1      | George R. R. Martin                                                               | Il Trono di Spade – Libro primo delle cronache del Ghiaccio e del Fuoco       | Primo romanzo delle Cronache del ghiaccio e del fuoco. La veste grafica riprende quella dell'adattamento televisivo Il Trono di spade. | 4 dicembre 2012   | ISBN 9788804628576 |
| 2      | George R. R. Martin                                                               | Il Trono di Spade – Libro secondo delle cronache del Ghiaccio e del Fuoco     | Secondo romanzo delle Cronache del ghiaccio e del fuoco. La veste grafica riprende quella dell'adattamento televisivo Il Trono di spade. | 30 aprile 2013    | ISBN 9788804630739 |
| 3      | George R. R. Martin                                                               | Il Trono di Spade – Libro terzo delle cronache del Ghiaccio e del Fuoco       | Terzo romanzo delle Cronache del ghiaccio e del fuoco. La veste grafica riprende quella dell'adattamento televisivo Il Trono di spade. | 29 ottobre 2013   | ISBN 9788804633303 |
| 4      | Terry Brooks                                                                      | Il ciclo di Shannara                                                          | Omnibus della prima trilogia dell'universo di Shannara: 1. La spada di Shannara 2. Le pietre magiche di Shannara 3. La canzone di Shannara | 19 novembre 2013  | ISBN 9788804637332 |
| 5      | George R. R. Martin                                                               | Il Trono di Spade – Libro quarto delle cronache del Ghiaccio e del Fuoco      | Quarto romanzo delle Cronache del ghiaccio e del fuoco. La veste grafica riprende quella dell'adattamento televisivo Il Trono di spade. | 4 novembre 2014   | ISBN 9788804645504 |
| 6      | Terry Brooks                                                                      | Il ciclo degli eredi di Shannara                                              | Omnibus della seconda tetralogia dell'universo di Shannara: 1. Gli eredi di Shannara 2. Il druido di Shannara 3. La regina degli Elfi di Shannara 4. I talismani di Shannara | 4 novembre 2014   | ISBN 9788804645511 |
| 7      | C. S. Lewis                                                                       | Le Cronache di Narnia                                                         | Omnibus dell'eptalogia delle Cronache di Narnia: 1. Il nipote del mago 2. Il leone, la strega e l'armadio 3. Il cavallo e il ragazzo 4. Il principe Caspian 5. Il viaggio del veliero 6. La sedia d'argento 7. L'ultima battaglia | 4 novembre 2014   | ISBN 9788804646846 |
| 8      | George R. R. Martin                                                               | Il Trono di Spade – Libro quinto delle cronache del Ghiaccio e del Fuoco      | Quinto romanzo delle Cronache del ghiaccio e del fuoco. La veste grafica riprende quella dell'adattamento televisivo Il Trono di spade. | 3 novembre 2015   | ISBN 9788804657941 |
| 9      | Terry Brooks                                                                      | Ciclo del viaggio della Jerle Shannara                                        | Omnibus della terza trilogia dell'universo di Shannara: 1. La strega di Ilse 2. Il Labirinto 3. L'ultima magia | 11 dicembre 2015  | ISBN 9788804661238 |
| 10     | George R. R. Martin                                                               | I Canti del Sogno – Volume Primo                                              | Primo tomo della raccolta I Canti del Sogno, comprende ventidue testi fra racconti e romanzi brevi composti fra 1967 e 1987, corredati da commenti dell'autore. | 21 giugno 2016    | ISBN 9788804664772 |
| 11     | George R. R. Martin                                                               | I Canti del Sogno – Volume Secondo                                            | Secondo tomo della raccolta I Canti del Sogno, comprende due sceneggiature televisive, due racconti del ciclo di Haviland Tuf, due della serie Wild Cards, e sei fra racconti lunghi e romanzi brevi composti fra 1985 e 1998, corredati da commenti dell'autore. | 21 giugno 2016    | ISBN 9788804664789 |
| 12     | Robert E. Howard                                                                  | Conan il barbaro                                                              | Raccolta curata da Giuseppe Lippi del ciclo originale di Conan il barbaro, comprende il romanzo L'ora del drago, i quattro romanzi brevi I maestri del cerchio nero, Oltre il Fiume Nero, Chiodi rossi e Lo straniero nero, e sedici racconti, organizzati per data di prima edizione. | 25 ottobre 2016   | ISBN 9788804669685 |
| 13     | Howard Phillips Lovecraft                                                         | Cthulhu: I racconti del Mito                                                  | Raccolta curata da Giuseppe Lippi di testi afferenti al Ciclo di Cthulhu, comprende diciannove fra romanzi e racconti organizzati per sequenze tematiche. | 8 novembre 2016   | ISBN 9788804669449 |
| 14     | Osho                                                                              | Dall'amore all'amare                                                          | | 29 novembre 2016  | ISBN 9788804672661 |
| 15     | George Lucas, Donald F. Glut e James Kahn                                         | Star Wars: The Original Trilogy                                               | Omnibus delle novellizzazioni dei tre film che compongono la trilogia classica di Star Wars: 1. Una nuova speranza 2. L'impero colpisce ancora 3. Il ritorno dello Jedi | 29 novembre 2016  | ISBN 9788804669517 |
| 16     | Cassandra Clare                                                                   | Shadowhunters. The Infernal Devices                                           | Omnibus della trilogia The Infernal Devices entro l'universo di Shadowhunters: 1. Shadowhunters. L'angelo 2. Shadowhunters. Il principe 3. Shadowhunters. La principessa | 9 maggio 2017     | ISBN 9788804679677 |
| 17     | Valerio Massimo Manfredi                                                          | Aléxandros                                                                    | Omnibus della trilogia di Alessandro Magno: 1. Il figlio del sogno 2. Le sabbie di Amon 3. Il confine del mondo | 13 giugno 2017    | ISBN 9788804669500 |
| 18     | Ken Follett                                                                       | War Trilogy                                                                   | Volume triplo di romanzi thriller ambientati durante la Seconda Guerra Mondiale: - La cruna dell'ago - Le gazze ladre - Il volo del calabrone | 10 ottobre 2017   | ISBN 9788804685463 |
| 19     | Howard Phillips Lovecraft                                                         | Necronomicon                                                                  | Raccolta curata da Giuseppe Lippi di testi imperniati sul Necronomicon (fra cui l'intero Ciclo dei Sogni e diverse collaborazioni con altri autori), comprende quarantasette fra romanzi e racconti organizzati per sequenze tematiche. | 10 ottobre 2017   | ISBN 9788804682561 |
| 20     | George R. R. Martin                                                               | Il Trono di Spade – Edizione illustrata                                       | Primo romanzo delle Cronache del ghiaccio e del fuoco. Nuova edizione dell'uscita n. 1 con illustrazioni di Michael Komarck e Michael S. Miller. | 31 ottobre 2017   | ISBN 9788804681687 |
| 21     | AA. VV.                                                                           | Commodore 64. Nostalgic Edition                                               | | 21 novembre 2017  | ISBN 9788804680932 |
| 22     | Kami Garcia e Margaret Stahl                                                      | Beautiful Creatures. La saga                                                  | Omnibus della tetralogia delle Beautiful Creatures: 1. La sedicesima luna 2. La diciassettesima luna 3. La diciottesima luna 4. La diciannovesima luna | 21 novembre 2017  | ISBN 9788804683827 |
| 23     | Clark Ashton Smith                                                                | Atlantide e i mondi perduti                                                   | Raccolta curata da Giuseppe Lippi, comprende le saghe di Poseidonis (cinque racconti e tre poesie), Averoigne (undici racconti e una poesia), Zothique (sedici racconti e una poesia) e Xiccarph (due racconti). | 28 novembre 2017  | ISBN 9788804683643 |
| 24     | James Blish (e J. A. Lawrence)                                                    | Star Trek – La pista delle stelle                                             | Raccolta completa dei settantanove racconti composti da Blish e Lawrence come trasposizione letteraria della serie televisiva Star Trek creata da Gene Roddenberry. | 5 dicembre 2017   | ISBN 9788804683650 |
| 25     | Ursula K. Le Guin                                                                 | Terramare – La saga completa                                                  | Omnibus del Ciclo di Terramare: 1. Il mago di Terramare 2. Le tombe di Atuan 3. La spiaggia più lontana 4. Tehanu 5. Leggende di Terramare. Raccolta di sei testi brevi. 6. I venti di Terramare | 6 febbraio 2018   | ISBN 9788804676959 |
| 26     | Edgar Allan Poe                                                                   | Obscura. Tutti i racconti                                                     | Raccolta curata da Giuseppe Lippi, comprende tutta la prosa narrativa dell'autore organizzata in ordine cronologico di composizione, ivi compresi i due romanzi Le avventure di Gordon Pym e Il diario di Julius Rodman, il ciclo delle indagini di Auguste Dupin e il trittico di racconti delle Donne Fantasma. | 24 aprile 2018    | ISBN 9788804687047 |
| 27     | Neil Gaiman                                                                       | American Gods – Edizione illustrata                                           | Primo romanzo dell'universo di American Gods. Illustrato da Dave McKean. | 15 maggio 2018    | ISBN 9788804686101 |
| 28     | George R. R. Martin, Elio M, García Jr. e Linda Antonsson                         | Il mondo del ghiaccio e del fuoco                                             | Volume ancillare alle Cronache del ghiaccio e del fuoco. È un trattato sulla storia, geografia ed etnografia dell'ambientazione dei romanzi scritto da una prospettiva intradiegetica. | 26 giugno 2018    | ISBN 9788804688426 |
| 29     | Arthur Conan Doyle                                                                | Sherlock Holmes. Tutti i romanzi e tutti i racconti                           | Omnibus della saga originale di Sherlock Holmes composta da quattro romanzi e cinque raccolte di cinquantasei racconti totali: 1. Uno studio in rosso 2. Il segno dei quattro 3. Il mastino dei Baskerville 4. La valle della paura 5. Le avventure di Sherlock Holmes 6. Le memorie di Sherlock Holmes 7. Il ritorno di Sherlock Holmes 8. L'ultimo saluto di Sherlock Holmes 9. Il taccuino di Sherlock Holmes | 23 ottobre 2018   | ISBN 9788804705420 |
| 30     | Cassandra Clare                                                                   | Shadowhunters. Città di ossa – Edizione illustrata                            | Primo romanzo dell'esalogia The Mortal Instruments entro l'universo di Shadowhunters. Illustrato da artisti vari. | 4 dicembre 2018   | ISBN 9788804703365 |
| 31     | H. G. Wells                                                                       | La Fanta-scienza di H.G. Wells                                                | Volume quintuplo di romanzi di proto-fantascienza: - La macchina del tempo - L'isola del Dottor Moreau - L'uomo invisibile - La guerra dei mondi - I primi uomini sulla luna | 4 dicembre 2018   | ISBN 9788804700340 |
| 32     | Douglas Adams (e Neil Gaiman)                                                     | Guida galattica per gli autostoppisti – Edizione Double Face                  | Omnibus della saga della Guida galattica per gli autostoppisti: 1. Guida galattica per gli autostoppisti 2. Ristorante al termine dell'Universo 3. La Vita, l'Universo e Tutto Quanto 4. Addio, e grazie per tutto il pesce 5. Praticamente innocuo Include inoltre il saggio di Gaiman Niente panico. Guida terrestre per i lettori di Guida galattica per gli autostoppisti, una panoramica sulla produzione e la poetica di Adams. | 19 febbraio 2019  | ISBN 9788804707370 |
| 1      | George R. R. Martin                                                               | Il Trono di Spade. Libro 1: Un gioco di troni                                 | Primo romanzo delle Cronache del ghiaccio e del fuoco. Ristampa dell'uscita n. 1 con nuova veste grafica. | 2 aprile 2019     | ISBN 9788804711957 |
| 2      | George R. R. Martin                                                               | Il Trono di Spade. Libro 2: Uno scontro di re                                 | Secondo romanzo delle Cronache del ghiaccio e del fuoco. Ristampa dell'uscita n. 2 con nuova veste grafica. | 2 aprile 2019     | ISBN 9788804711711 |
| 3      | George R. R. Martin                                                               | Il Trono di Spade. Libro 3: Una tempesta di spade                             | Terzo romanzo delle Cronache del ghiaccio e del fuoco. Ristampa dell'uscita n. 3 con nuova veste grafica. | 2 aprile 2019     | ISBN 9788804711919 |
| 4      | George R. R. Martin                                                               | Il Trono di Spade. Libro 4: Un banchetto per i corvi                          | Quarto romanzo delle Cronache del ghiaccio e del fuoco. Ristampa dell'uscita n. 4 con nuova veste grafica. | 2 aprile 2019     | ISBN 9788804711926 |
| 5      | George R. R. Martin                                                               | Il Trono di Spade. Libro 5: Una danza con i draghi                            | Quinto romanzo delle Cronache del ghiaccio e del fuoco. Ristampa dell'uscita n. 5 con nuova veste grafica. | 2 aprile 2019     | ISBN 9788804711933 |
| 13 Box | Howard Phillips Lovecraft                                                         | I miti di Cthulhu – Box libro+maglietta                                       | Raccolta curata da Giuseppe Lippi di testi afferenti al Ciclo di Cthulhu, comprende diciannove fra romanzi e racconti organizzati per sequenze tematiche. Riedizione speciale dell'uscita n. 13 con diversa veste grafica e venduta in combinazione con una maglietta. | 14 maggio 2019    | ISBN 9788804716532 |
| 33     | Jack Kerouac                                                                      | Forever on the Road                                                           | Volume triplo di romanzi del filone beat: - Sulla strada - Big Sur - I vagabondi del Dharma | 2 luglio 2019     | ISBN 9788804713388 |
| 34     | AA. VV.                                                                           | Minecraft oltre l’avventura: la raccolta definitiva                           | | 3 settembre 2019  | ISBN 9788804718017 |
| 35     | Michael Moorcock                                                                  | Elric. La saga                                                                | Omnibus dell'esalogia principale di Elric di Melniboné entro il macro-ciclo del Campione Eterno: 1. Elric di Melniboné 2. Veleggiando sui mari del fato. Fix-up di tre romanzi brevi. 3. L'arcano del lupo bianco. Raccolta di quattro racconti. 4. La torre evanescente 5. La maledizione della spada nera. Raccolta di quattro racconti. 6. Tempestosa Illustrato da James Cawthorn. | 10 settembre 2019 | ISBN 9788804710240 |
| 36     | George R. R. Martin                                                               | Le terre del Ghiaccio e del Fuoco: atlante del mondo conosciuto               | Volume ancillare alle Cronache del ghiaccio e del fuoco. È un atlante dell'ambientazione dei romanzi composto da dodici carte geografiche. | 15 ottobre 2019   | ISBN 9788804713036 |
| 37     | Ray Bradbury                                                                      | Halloween                                                                     | Volume quintuplo di testi weird: - Il popolo dell'autunno - L'albero di Halloween - Il cimitero dei folli - Ritornati dalla polvere - Una raccolta di trenta racconti allestita da Massimo Scorsone Illustrato da Joe Mugnaini. | 22 ottobre 2019   | ISBN 9788804723547 |
| 38     | Bram Stroker                                                                      | Dracula!                                                                      | Il romanzo è accompagnato dal racconto correlato "L'invitato di Dracula" e da paratesti inerenti alle fonti letterarie di Stoker, la storia compositiva dell'opera e la sua ricezione culturale. | 5 novembre 2019   | ISBN 9788804708780 |
| 39     | Carlos Ruiz Zafón                                                                 | L'ombra del vento – Edizione illustrata                                       | Primo romanzo della tetralogia del Cimitero dei libri dimenticati. Illustrato con fotografie di Francesc Catalá-Roca. | 5 novembre 2019   | ISBN 9788804719069 |
| 40     | George R. R. Martin                                                               | Fuoco e sangue                                                                | Volume ancillare alle Cronache del ghiaccio e del fuoco. È una monografia storiografica su vicende antecedenti i romanzi scritta da una prospettiva intradiegetica. Illustrato da Doug Wheatley. | 5 novembre 2019   | ISBN 9788804716785 |
| 41     | Louisa May Alcott                                                                 | Piccole donne – Meg, Jo, Bet & Amy                                            | Omnibus della tetralogia delle sorelle March: 1. Piccole donne 2. Piccole donne crescono 3. Piccoli uomini 4. I ragazzi di Jo | 27 novembre 2019  | ISBN 9788804719892 |
| 42     | Arthur C. Clarke                                                                  | Racconti                                                                      | Traduzione integrale della raccolta The Collected Stories of Arthur C. Clarke (Victor Gollancz, 2001), comprende centoquattordici racconti composti fra 1937 e 1999 e corredati da paratesti e commenti dell'autore. | 11 febbraio 2020  | ISBN 9788804715245 |
| 43     | Victor Hugo                                                                       | Notre-Dame de Paris – Edizione illustrata                                     | Comprende in appendice una nota storica sulla cattedrale di Notre-Dame composta da Ken Follett. | 25 febbraio 2020  | ISBN 9788804720195 |
| 44     | Deborah Riley e Jody Revenson                                                     | L'arte del Trono di Spade                                                     | | 10 marzo 2020     | ISBN 9788804719342 |
| 45     | Dante Alighieri, Franco Nembrini e Gabriele Dell'Otto                             | Inferno                                                                       | Prima cantica della Divina Commedia. Corredata da testi d'apparato di Nembrini e illustrata da Dell'Otto. | 19 maggio 2020    | ISBN 9788804726456 |
| 46     | Ursula K. Le Guin                                                                 | La saga di Terramare – Edizione illustrata                                    | Omnibus del Ciclo di Terramare: 1. Il mago di Terramare 2. Le tombe di Atuan 3. La spiaggia più lontana 4. Tehanu 5. Leggende di Terramare. Raccolta di sei testi brevi. 6. I venti di Terramare Include inoltre un'appendice di quattro racconti collaterali: - "La parola dello scioglimento" - "La legge dei nomi" - "La figlia di Odren" - "Luce di fuoco" Nuova edizione dell'uscita n. 25 ampliata con materiale inedito e illustrata da Charles Vess. | 19 maggio 2020    | ISBN 9788804713920 |
| 47     | Frank Herbert                                                                     | Esperimenti e catastrofi                                                      | Volume triplo di romanzi apocalittici: - L'alveare di Hellstrom - Esperimento Dosadi - Il morbo bianco | 26 maggio 2020    | ISBN 9788804723554 |
| 48     | Jules Verne                                                                       | Gli strani viaggi di Giulio Verne                                             | Volume quadruplo di romanzi afferenti alla serie dei Viaggi Straordinari: - Viaggio al centro della Terra - Ventimila leghe sotto i mari - L'isola misteriosa - Michele Strogoff Include inoltre in appendice due racconti di proto-fantascienza: - "Un inverno tra i ghiacci" - "L'espresso del futuro". | 26 maggio 2020    | ISBN 9788804724186 |
| 49     | Isaac Asimov                                                                      | Fondazione. Il ciclo completo                                                 | Omnibus dell'eptalogia della Fondazione: 1. Preludio alla Fondazione 2. Fondazione anno zero 3. Fondazione o Prima Fondazione 4. Fondazione e impero 5. Seconda Fondazione 6. L’orlo della Fondazione 7. Fondazione e Terra | 9 giugno 2020     | ISBN 9788804729198 |
| 50     | Lord Dunsany                                                                      | Il Libro delle Meraviglie e altre fantasmagorie                               | Volume quadruplo di due romanzi e due raccolte di racconti fantastici: - Il libro delle meraviglie. Comprende quattordici racconti. - Demoni, uomini e dei. Comprende trentanove racconti. - La figlia del re degli elfi - La maledizione della veggente Illustrato da Sidney Herbert Sime. | 30 giugno 2020    | ISBN 9788804719380 |
| 51     | Sorelle Brontë                                                                    | I capolavori delle impareggiabili penne sororali                              | Volume triplo di romanzi gotici composti ciascuno da una delle sorelle Brontë: - Agnes Grey di Anne Brontë. - Cime tempestose di Charlotte Brontë. - Jane Eyre di Emily Brontë. Ogni romanzo è preceduto da poesie liriche della rispettiva autrice selezionate da Massimo Scorsone. | 4 agosto 2020     | ISBN 9788804728504 |
| 52     | Aldous Huxley                                                                     | Il mondo nuovo + Ritorno al mondo nuovo – Edizione illustrata                 | Illustrato da Giuseppe Palumbo. | 25 agosto 2020    | ISBN 9788804730057 |
| 53     | Agatha Christie                                                                   | Poirot. Tutti i racconti                                                      | Raccolta curata da Marco Amici di tutti i cinquantanove racconti con protagonista Hercule Poirot. | 1 settembre 2020  | ISBN 9788804727965 |
| 54     | AA. VV.                                                                           | Minecraft: Una mega raccolta creativa                                         | | 29 settembre 2020 | ISBN 9788804731726 |
| 55     | Catherine McIlwaine                                                               | Tolkien: il creatore della Terra di Mezzo                                     | | 20 ottobre 2020   | ISBN 9788804723141 |
| 56     | Catherine McIlwaine                                                               | Tolkien: i tesori                                                             | | 20 ottobre 2020   | ISBN 9788804728566 |
| 57     | AA. VV.                                                                           | Il grande libro dei racconti di Sherlock Holmes                               | Raccolta curata da Otto Penzler di ottantatré racconti apocrifi con protagonista Sherlock Holmes, organizzati per sequenze tematiche. | 27 ottobre 2020   | ISBN 9788804723158 |
| 58     | Fritz Leiber                                                                      | Sword & Sorcery: L’epopea di Fafhrd e del Gray Mouser                         | Omnibus dell'eptalogia di Fafhrd e il Gray Mouser: 1. Spade e diavolerie. Raccolta di due racconti e due romanzi brevi. 2. Spade contro la morte. Raccolta di dieci racconti. 3. Spade nella nebbia. Raccolta di cinque racconti e un romanzo breve. 4. Spade contro la magia. Raccolta di due racconti e due romanzi brevi. 5. Le spade di Lankhmar 6. Spade tra i ghiacci. Raccolta di sette racconti e un romanzo breve. 7. Il cavaliere e il fante di spade. Raccolta di due racconti e due romanzi brevi. Include inoltre due sonetti prefatori all'intera saga e illustrazioni di Mike Mignola.  | 10 novembre 2020  | ISBN 9788804723127 |
| 59     | George Orwell                                                                     | Il peggiore dei mondi possibili                                               | Volume quintuplo di memoriali e romanzi sociali: - Fiorirà l’aspidistria - Omaggio alla Catalogna - Una boccata d’aria - La fattoria degli animali - 1984 Ogni testo è corredato da recensioni coeve alla prima edizione. | 17 novembre 2020  | ISBN 9788804734901 |
| 60     | Lewis Carroll, Lyman Frank Baum e James Matthew Barrie                            | Alice, Dorothy & Wendy                                                        | Volume quintuplo di romanzi fantastici per l'infanzia, di cui uno è autoconclusivo e gli altri formano due dilogie: - Le avventure di Alice nel Paese delle Meraviglie e Attraverso lo specchio e quel che Alice vi trovò. Composti da Carroll. - Il meraviglioso mago di Oz. Composto da Baum. - Peter Pan nei Giardini di Kensington e Peter e Wendy. Composti da Barrie. | 17 novembre 2020  | ISBN 9788804723493 |
| 61     | AA. VV.                                                                           | Il grande libro dei gialli di Natale                                          | Raccolta curata da Otto Penzler di sessanta racconti gialli ambientati durante il Natale, organizzati per sequenze tematiche. | 24 novembre 2020  | ISBN 9788804727972 |
| 62     | Carlos Ruiz Zafón                                                                 | Il labirinto degli spiriti – Edizione illustrata                              | Secondo romanzo della tetralogia del Cimitero dei libri dimenticati. Illustrato con fotografie di Francesc Catalá-Roca. | 24 novembre 2020  | ISBN 9788804735366 |
| 63     | Carlos Ruiz Zafón                                                                 | Il prigioniero del cielo – Edizione illustrata                                | Terzo romanzo della tetralogia del Cimitero dei libri dimenticati. Illustrato con fotografie di Francesc Catalá-Roca. | 24 novembre 2020  | ISBN 9788804735359 |
| 64     | Carlos Ruiz Zafón                                                                 | Il gioco dell'angelo – Edizione illustrata                                    | Quarto romanzo della tetralogia del Cimitero dei libri dimenticati. Illustrato con fotografie di Francesc Catalá-Roca. | 24 novembre 2020  | ISBN 9788804735342 |
| 65     | Terry Goodkind                                                                    | La spada della verità. Libro 1 – Darken Rahl                                  | Omnibus dei primi due romanzi del ciclo della spada della Verità: 1. La prima regola del mago 2. La pietra delle lacrime | 19 gennaio 2021   | ISBN 9788804714040 |
| 66     | William Gibson,Neal Stephenson e Bruce Sterling                                   | Cyberpunk                                                                     | Volume quadruplo di opere fondative del genere cyberpunk: - Neuromante. Romanzo di Gibson. - Snow Crash. Romanzo di Stephenson. - La matrice spezzata. Romanzo di Sterling. - Mirrorshades. Antologia di dodici racconti curata da Sterling. | 9 febbraio 2021   | ISBN 9788804730781 |
| 67     | John Garth                                                                        | I mondi di J.R.R. Tolkien                                                     | | 16 febbraio 2021  | ISBN 9788804730224 |
| 68     | Michael Moorcock                                                                  | Il ciclo del Principe Corum                                                   | Omnibus delle due trilogie del Principe Corum entro il macro-ciclo del Campione Eterno: 1. Il Cavaliere delle Spade 2. La Regina delle Spade 3. Il Re delle Spade 4. Il Toro e la Lancia 5. La Quercia e l'Ariete 6. La Spada e lo Stallone | 9 marzo 2021      | ISBN 9788804735632 |
| 69     | Harlan Ellison                                                                    | Visioni. I racconti                                                           | Raccolta curata da Franco Forte di tutti i sessantasei racconti di Ellison già tradotti in italiano. | 9 marzo 2021      | ISBN 9788804725442 |
| 70     | Carlos Ruiz Zafón                                                                 | Trilogia della nebbia – Edizione illustrata                                   | Omnibus della Trilogia della Nebbia: 1. Il principe della nebbia 2. Il palazzo della mezzanotte 3. Le luci di settembre Illustrato con fotografie di Francesc Catalá-Roca. | 30 marzo 2021     | ISBN 9788804735373 |
| 71     | Oscar Wilde                                                                       | Il ritratto di Oscar Wilde                                                    | Selezione allestita da Massimo Scorsone comprendente il romanzo Il ritratto di Dorian Gray, i sei racconti "Il fantasma di Canterville", "Il Principe Felice", "L'usignolo e la rosa", "Il gigante egoista", "Il delitto di Lord Arthur Savile" e "Il compleanno dell'infanta", i tre drammi teatrali Salomè, Il ventaglio di Lady Windermere e L'importanza di chiamarsi Ernesto, i tre poemi Ravenna, La Sfinge e La ballata del carcere di Reading, l'epistola De profundis e i due saggi La decadenza della menzogna e Il critico come artista, organizzati in ordine cronologico di composizione. | 13 aprile 2021    | ISBN 9788804737506 |
| 72     | Terence Hanbury White                                                             | Il re che fu, il re che sarà                                                  | Edizione in volume unico del romanzo Il re che fu, il re che sarà, in origine diviso in cinque tomi: 1. La spada nella roccia 2. La regina dell'aria e delle tenebre 3. Il Cavaliere Malcreato 4. La candela nel vento 5. Il libro di Merlino | 25 maggio 2021    | ISBN 9788804736738 |
| 73     | Iain M. Banks                                                                     | Il ciclo della cultura. Prima trilogia                                        | Omnibus dei primi tre romanzi principali del Ciclo della Cultura, e di un romanzo breve ancillare alla saga primaria: 1. Pensa a Fleba 2. L'impero di Azad 3. La guerra di Zakalwe 4. Stato di Guerra | 29 giugno 2021    | ISBN 9788804739494 |
| 74     | Peter V. Brett                                                                    | Ciclo dei demoni. Prima trilogia                                              | Omnibus dei primi tre romanzi del Ciclo dei demoni: 1. L'uomo delle rune 2. La lancia del deserto 3. La guerra alla luce del giorno Illustrato da Dominik Broniek. | 14 settembre 2021 | ISBN 9788804739685 |
| 75     | Abraham Merritt, Fritz Leiber, James Blish, Fletcher Pratt e Lyon Sprague De Camp | Streghe! Malie e misfatti ovvero abomini e sortilegi delle figlie della notte | Volume sestuplo di romanzi fantasy e horror con protagoniste streghe, di cui due formano una dilogia e quattro sono autoconclusivi: - Brucia strega brucia! e Striscia, ombra!. Composti da Merritt. - Il sabba delle mogli. Composto da Leiber. - ...E non ci saranno più tenebre. Composto da Blish. - La stella azzurra. Composto da Pratt. - Le streghe di Manhattan. Composto da de Camp. | 12 ottobre 2021   | ISBN 9788804742050 |
| 76     | Brandon Sanderson                                                                 | Mistborn. L'ultimo impero. Vol. 1                                             | Primo romanzo della prima trilogia di Mistborn. | 28 ottobre 2021   | ISBN 9788804748809 |
| 77     | AA. VV.                                                                           | Il grande libro dei fantasmi di Natale                                        | Raccolta curata da Massimo Scorsone di sette poesie e cinquantotto racconti dell'orrore ambientati durante il Natale. | 23 novembre 2021  | ISBN 9788804745051 |
| 78     | Tanith Lee                                                                        | Sovrani delle Tenebre                                                         | Omnibus dei primi tre romanzi dei Racconti della Terra Piatta: 1. Il sovrano della notte 2. Il sovrano della morte 3. Il sovrano del miraggio | 23 novembre 2021  | ISBN 9788804737698 |
| 79     | Agatha Christie                                                                   | Miss Marple: i delitti deliziosi                                              | Raccolta curata da Marco Amici di tutti i ventuno racconti e di tre romanzi con protagonista Miss Marple: - Miss Marple e i tredici problemi. Raccolta di tredici racconti. - Otto racconti sfusi estrapolati da varie raccolte. - La morte nel villaggio - Istantanea di un delitto - Addio, Miss Marple Include inoltre in appendice un racconto apocrifo di Miss Marple composto da Nico Orengo. | 23 novembre 2021  | ISBN 9788804739968 |
| 80     | Sarah J. Maas                                                                     | Una corte di rose e di spine – Trilogia                                       | Omnibus dei primi tre romanzi principali della saga Una corte di rose e di spine con l'aggiunta di un romanzo breve di interludio: 1. La corte di rose e di spine 2. La corte di nebbia e furia 3. La corte di ali e rovina 4. Una corte di gelo e stelle Include inoltre in appendice il racconto collaterale "Ali e braci". | 30 novembre 2021  | ISBN 9788804736677 |
| 81     | Dante Alighieri                                                                   | Inferno. La divina trilogia                                                   | Prima cantica della Divina Commedia. Corredata dal commento di Anna Maria Chiavacci Leonardi e da paratesti di Jorge Luis Borges, Massimo Scorsone, Fabio Camilletti e Giacomo Berchi. | 30 novembre 2021  | ISBN 9788804748984 |
| 82     | Dante Alighieri                                                                   | Purgatorio. La divina trilogia                                                | Seconda cantica della Divina Commedia. Corredata dal commento di Anna Maria Chiavacci Leonardi e da paratesti di Jorge Luis Borges, Massimo Scorsone, Fabio Camilletti e Giacomo Berchi. | 30 novembre 2021  | ISBN 9788804748991 |
| 83     | Dante Alighieri                                                                   | Paradiso. La divina trilogia                                                  | Terza cantica della Divina Commedia. Corredata dal commento di Anna Maria Chiavacci Leonardi e da paratesti di Jorge Luis Borges, Massimo Scorsone, Fabio Camilletti e Giacomo Berchi. | 30 novembre 2021  | ISBN 9788804749004 |
| 84     | Maurice Leblanc                                                                   | Lupin Iº – Malizie e Splendori del Principe dei Ladri                         | Omnibus dei primi cinque volumi della saga di Arsène Lupin: 1. Arsène Lupin, ladro gentiluomo. Raccolta di nove racconti. 2. Arsène Lupin contro Herlock Sholmès. Raccolta di un romanzo breve e un racconto. 3. Il segreto della guglia 4. 813. Romanzo diviso nei due tomi La doppia vita di Arsène Lupin e I tre delitti di Arsène Lupin. 5. Il tappo di cristallo | 18 gennaio 2022   | ISBN 9788804744290 |
| 85     | Guy Gavriel Kay                                                                   | L'arazzo di Fionavar                                                          | Omnibus della trilogia de L'arazzo di Fionavar: 1. L'albero dell'estate 2. La fiamma errabonda 3. La strada più oscura | 25 gennaio 2022   | ISBN 9788804745037 |
| 86     | AA.VV.                                                                            | I Miti di Cthulhu                                                             | Raccolta monografica curata da August Derleth sull'evoluzione del Ciclo di Cthulhu di H.P. Lovecraft, comprende otto racconti ottocenteschi che ispirarono Lovecraft, tredici racconti composti nel periodo interbellico da Lovecraft stesso e da membri del suo cenacolo letterario, due poesie e due microracconti di Lovecraft stesso, e dieci racconti moderni di suoi epigoni. | 18 febbraio 2022  | ISBN 9788804741350 |
| 87     | Ambrose Bierce                                                                    | Il Dizionario del Diavolo e altre ombre di pace e di guerra                   | Volume quadruplo curato da Franco Pezzini e Massimo Scorsone di quattro scritti satirici e narrativi: - Il Dizionario del Diavolo - Nel pieno della vita. Raccolta di ventisei racconti. - Può succedere davvero? Raccolta di quarantatré racconti. - Il club dei parenticidi. Raccolta di quattro racconti. | 5 aprile 2022     | ISBN 9788804742951 |
| 88     | AA. VV.                                                                           | Ucraina. Fiabe, racconti e poesie                                             | Selezione di letteratura fantastica ucraina comprendente tredici fiabe tradizionali, le Poesie liriche e i Poemetti di Taras Hryhorovyč Ševčenko, le Piccole storie di Ivan Franko, le Veglie alla fattoria presso Dikan'ka e il Taras Bul'ba di Nikolaj Vasil'evič Gogol', e i Racconti di Odessa di Isaak Ėmmanuilovič Babel'. Volume realizzato per finanziare l'intervento umanitario dell'UNHCR nel contesto della guerra russo-ucraina. | 19 aprile 2022    | ISBN 9788804756569 |
| 89     | David Eddings                                                                     | Belgariad. La saga completa                                                   | Omnibus della pentalogia dei Belgariad: 1. Il segno della profezia 2. La regina della magia 3. La valle di Aldur 4. Il castello incantato 5. La fine del gioco | 19 aprile 2022    | ISBN 9788804745983 |
| 90     | Brian Herbert e Kevin J. Anderson                                                 | Preludio a Dune                                                               | Omnibus della trilogia del Preludio a Dune entro il Ciclo di Dune: 1. Casa Atreides 2. Casa Harkonnen 3. Casa Corrino Include inoltre in appendice il racconto collaterale "Seta nuziale". | 10 maggio 2022    | ISBN 9788804750451 |
| 91     | Brandon Sanderson                                                                 | Mistborn. Il pozzo dell'ascensione. Vol. 2                                    | Secondo romanzo della prima trilogia di Mistborn. | 24 maggio 2022    | ISBN 9788804735069 |
| 92     | Isaac Asimov (curatore)                                                           | Storie della fantascienza Volume I, 1939-1943                                 | Omnibus dei tomi da primo a quinto della collana di antologie Le grandi storie della fantascienza: 1. Le grandi storie della fantascienza 1 – 1939 2. Le grandi storie della fantascienza 2 – 1940 3. Le grandi storie della fantascienza 3 – 1941 4. Le grandi storie della fantascienza 4 – 1942 5. Le grandi storie della fantascienza 5 – 1943 | 21 giugno 2022    | ISBN 9788804723134 |
| 93     | Isaac Asimov (curatore)                                                           | Storie della fantascienza Volume II, 1944-1948                                | Omnibus dei tomi da sesto a decimo della collana di antologie Le grandi storie della fantascienza: 1. Le grandi storie della fantascienza 6 – 1944 2. Le grandi storie della fantascienza 7 – 1945 3. Le grandi storie della fantascienza 8 – 1946 4. Le grandi storie della fantascienza 9 – 1947 5. Le grandi storie della fantascienza 10 – 1948 | 21 giugno 2022    | ISBN 9788804730514 |
| 94     | Isaac Asimov (curatore)                                                           | Storie della fantascienza Volume III, 1949-1953                               | Omnibus dei tomi da undicesimo a quindicesimo della collana di antologie Le grandi storie della fantascienza: 1. Le grandi storie della fantascienza 11 – 1949 2. Le grandi storie della fantascienza 12 – 1950 3. Le grandi storie della fantascienza 13 – 1951 4. Le grandi storie della fantascienza 14 – 1952 5. Le grandi storie della fantascienza 15 – 1953 | 21 giugno 2022    | ISBN 9788804730521 |
| 95     | Isaac Asimov (curatore)                                                           | Storie della fantascienza Volume IV, 1954-1958                                | Omnibus dei tomi da sedicesimo a ventesimo della collana di antologie Le grandi storie della fantascienza: 1. Le grandi storie della fantascienza 16 – 1954 2. Le grandi storie della fantascienza 17 – 1955 3. Le grandi storie della fantascienza 18 – 1956 4. Le grandi storie della fantascienza 19 – 1957 5. Le grandi storie della fantascienza 20 – 1958 | 21 giugno 2022    | ISBN 9788804730538 |
| 96     | Isaac Asimov (curatore)                                                           | Storie della fantascienza Volume V, 1959-1963                                 | Omnibus dei tomi da ventunesimo a venticinquesimo della collana di antologie Le grandi storie della fantascienza: 1. Le grandi storie della fantascienza 21 – 1959 2. Le grandi storie della fantascienza 22 – 1960 3. Le grandi storie della fantascienza 23 – 1961 4. Le grandi storie della fantascienza 24 – 1962 5. Le grandi storie della fantascienza 25 – 1963 | 21 giugno 2022    | ISBN 9788804730200 |
| 97     | Alastair Reynolds                                                                 | Rivelazione. La trilogia originale                                            | Omnibus della trilogia originale entro il ciclo della Rivelazione: 1. Rivelazione 2. La città del cratere 3. Redemption Ark | 28 giugno 2022    | ISBN 9788804741336 |
| 98     | Suzanne Collins                                                                   | Hunger Games: Quadrilogia                                                     | Omnibus della trilogia principale degli Hunger Games e del quarto romanzo spin-off: 1. Hunger Games 2. La ragazza di fuoco 3. Il canto della rivolta 4. Ballata dell'usignolo e del serpente | 22 agosto 2022    | ISBN 9788804744801 |
| 99     | Valerio Massimo Manfredi                                                          | Lo scudo di Talos – Edizione illustrata                                       | Illustrato da Tanino Liberatore. | 30 agosto 2022    | ISBN 9788804719496 |
| 100    | Cassandra Clare                                                                   | Shadowhunters. The Dark Artifices                                             | Omnibus della trilogia The Dark Artifices entro l'universo di Shadowhunters: 1. Shadowhunters. Signora della mezzanotte 2. Shadowhunters. Signore delle ombre 3. Shadowhunters. Regina dell'aria e delle tenebre | 13 settembre 2022 | ISBN 9788804749301 |
| 101    | Franz Kafka                                                                       | K                                                                             | Selezione allestita da Massimo Scorsone comprendente i due romanzi Il processo e Il castello, le due raccolte di racconti Meditazione e Un medico di campagna, e i cinque racconti singoli "La condanna", "La metamorfosi", "Nella colonia penale", "Un digiunatore" e "La tana", organizzati in ordine cronologico di composizione. Illustrato da Alberto Ponticelli. | 13 settembre 2022 | ISBN 9788804748823 |
| 102    | Karl Edward Wagner                                                                | Kane. La saga                                                                 | Omnibus della saga di Kane: 1. Pietra di Sangue 2. I venti della notte. Raccolta di un romanzo breve e cinque racconti. 3. La crociata nera 4. L'angelo della morte. Raccolta di due romanzi brevi e un racconto. 5. Le trame dell'oscurità 6. Un nucleo di due poesie e quattro racconti mai riunito in volume dall'autore. | 20 settembre 2022 | ISBN 9788804750796 |
| 103    | Brandon Sanderson                                                                 | Mistborn. Il campione delle ere. Vol. 3                                       | Terzo romanzo della prima trilogia di Mistborn. | 27 settembre 2022 | ISBN 9788804735076 |
| 104    | Cassandra Clare                                                                   | Shadowhunters. The Mortal Instruments. Prima trilogia                         | Omnibus della prima metà dell'esalogia The Mortal Instruments entro l'universo di Shadowhunters: 1. Shadowhunters. Città di ossa 2. Shadowhunters. Città di cenere 3. Shadowhunters. Città di vetro | 13 settembre 2022 | ISBN 9788804764793 |
| 105    | Valerio Massimo Manfredi                                                          | Aléxandros – Edizione illustrata                                              | Omnibus della trilogia di Alessandro Magno: 1. Il figlio del sogno 2. Le sabbie di Amon 3. Il confine del mondo Nuova edizione dell'uscita n. 17 con illustrazioni di Diana Manfredi. | 4 ottobre 2022    | ISBN 9788804745273 |
| 106    | Howard Phillips Lovecraft                                                         | H.P. Lovecraft. Edizione annotata                                             | Monografia sulla poetica di Lovecraft curata dal critico letterario Leslie S. Klinger, comprende ventidue racconti afferenti sia al Ciclo di Cthulhu sia al Ciclo dei Sogni corredati da note storiche e filologiche e da saggi di contestualizzazione. Illustrato da autori vari. | 18 ottobre 2022   | ISBN 9788804723455 |
| 107    | Lynn Flewelling                                                                   | Nightrunner                                                                   | Omnibus dei primi tre romanzi principali e di una raccolta di racconti collaterali della saga di Nightrunner: 1. La fortuna dell'ombra 2. Il buio in agguato 3. Luna di congiura 4. Barlumi. Raccolta di cinque racconti. | 8 novembre 2022   | ISBN 9788804754978 |
| 108    | Licia Troisi                                                                      | Le leggende del Mondo Emerso                                                  | Omnibus della terza trilogia dell'universo del Mondo Emerso: 1. Il destino di Adhara 2. Figlia del sangue 3. Gli ultimi eroi | 8 novembre 2022   | ISBN 9788804743071 |
| 109    | Licia Troisi                                                                      | Le guerre del Mondo Emerso                                                    | Omnibus della seconda trilogia dell'universo del Mondo Emerso: 1. La setta degli assassini 2. Le due guerriere 3. Un nuovo regno | 8 novembre 2022   | ISBN 9788804743064 |
| 110    | Arthur C. Clarke                                                                  | Rama. Il ciclo completo                                                       | Omnibus della tetralogia di Rama: 1. Incontro con Rama 2. Rama II 3. Il giardino di Rama 4. Il segreto di Rama | 8 novembre 2022   | ISBN 9788804752288 |
| 111    | Licia Troisi                                                                      | Cronache del Mondo Emerso                                                     | Omnibus della prima tetralogia dell'universo del Mondo Emerso: 1. Nihal della terra del vento 2. La missione di Sennar 3. Il talismano del potere 4. Le storie perdute | 16 novembre 2022  | ISBN 9788804772613 |
| 112    | AA. VV.                                                                           | Il grande libro dei gialli di Natale 2                                        | Raccolta curata da Massimo Scorsone di sessantuno racconti gialli ambientati durante il Natale, organizzati per sequenze tematiche. | 22 novembre 2022  | ISBN 9788804755173 |
| 113    | Lloyd Alexander                                                                   | Le Cronache di Prydain                                                        | Omnibus de Le Cronache di Prydain: 1. Il libro dei tre 2. Il Calderone Nero 3. Il castello di Llyr 4. Taran il girovago 5. Il sommo re 6. Il trovatello e altre storie. Raccolta di otto racconti prequel. | 22 novembre 2022  | ISBN 9788804750093 |
| 114    | Theodore Sturgeon                                                                 | I gioielli sognanti e altri gioielli                                          | Volume settuplo di romanzi curato da Nicoletta Vallorani: - Killdozer - I gioielli sognanti - Più che umano - I figli di Medusa - Venere più X - Un po' del tuo sangue - Godbody | 22 novembre 2022  | ISBN 9788804736165 |
| 115    | Lucy Maud Montgomery                                                              | Anne di Green Gables                                                          | Omnibus dei primi tre volumi della saga di Anne Shirley: 1. Anne di Green Gables 2. Anne di Avonlea 3. Cronache di Avonlea. Raccolta di dodici racconti. | 22 novembre 2022  | ISBN 9788804755807 |
| 116    | Cassandra Clare                                                                   | Shadowhuntes. The Mortal Instruments. Seconda trilogia                        | Omnibus della seconda metà dell'esalogia The Mortal Instruments entro l'universo di Shadowhunters: 1. Shadowhunters. Città degli angeli caduti 2. Shadowhunters. Città delle anime perdute 3. Shadowhuntes. Città del fuoco celeste | 28 novembre 2022  | ISBN 9788804764793 |
| 117    | Rossana Saldano                                                                   | Come anima mai                                                                | | 29 novembre 2022  | ISBN 9788804766995 |
| 118    | Clifford D. Simak                                                                 | Mondi senza fine                                                              | Volume quadruplo di romanzi curato da Franco Forte: - Oltre l'invisibile - City. Fix-up di nove racconti. - Way Station - L'ospite del senatore Horton | 31 gennaio 2023   | ISBN 9788804732549 |
| 119    | Joe Abercrombie                                                                   | La prima legge. La trilogia                                                   | Omnibus della trilogia de La Prima Legge: 1. Il richiamo delle spade 2. Non prima che siamo impiccati 3. L'ultima ragione dei re | 28 febbraio 2023  | ISBN 9788804766070 |
| 120    | Dan Simmons                                                                       | Hyperion: I canti di Hyperion – I                                             | Omnibus della prima dilogia entro i Canti di Hyperion: 1. Hyperion 2. La caduta di Hyperion | 20 marzo 2023     | ISBN 9788804771821 |
| 121    | Dan Simmons                                                                       | Endymion: I canti di Hyperion – II                                            | Omnibus della seconda dilogia entro i Canti di Hyperion: 1. Endymion 2. Il risveglio di Endymion | 20 marzo 2023     | ISBN 9788804765899 |
| 122    | Cixin Lu                                                                          | Il problema dei tre corpi – Trilogia                                          | Omnibus della trilogia del Passato della Terra: 1. Il problema dei tre corpi 2. La materia del cosmo 3. Nella quarta dimensione | 28 marzo 2023     | ISBN 9788804756187 |
| 123    | Jane Austen                                                                       | Tu, Jane. 4 volte Austen                                                      | Volume quadruplo di romanzi di costume: - Northanger Abbey - Ragione e sentimento - Orgoglio e pregiudizio - Mansfield Park Include una prefazione di Virginia Woolf. | 28 marzo 2023     | ISBN 9788804739739 |
| 124    | Jim Butcher                                                                       | The Dresden Files. Prima trilogia                                             | Omnibus della prima trilogia nel ciclo The Dresden Files: 1. Storm Front 2. Fool Moon 3. Grave Peril | 4 aprile 2023     | ISBN 9788804752202 |
| 125    | Clark Ashton Smith                                                                | Iperborea e oltre                                                             | Raccolta curata da Massimo Scorsone, comprende i cicli di Iperborea (dieci racconti, una poesia e un frammento), Lemuria (due poesie e due racconti), Mu (tre racconti) e Marte (quattro racconti e un frammento), e le sillogi tematiche Phandiom e altre stelle (cinque racconti e una poesia) e Oltre il tempo – Oltre lo spazio (ventidue fra racconti e poesie). | 30 maggio 2023    | ISBN 9788804755852 |
| 126    | Holly Black                                                                       | Folk of the Air. La serie                                                     | Omnibus della trilogia Folk of the Air: 1. Il Principe Crudele 2. Il Re Malvagio 3. La Regina del Nulla Include inoltre in appendice tre racconti collaterali: - "Visita alle terre impossibili" - "Le sorelle perdute" - "Come il re di Elfhame imparò a odiare": | 30 maggio 2023    | ISBN 9788804758242 |
| 127    | Patricia A. McKillip                                                              | Il Signore degli Enigmi. La trilogia                                          | Omnibus della trilogia del Signore degli Enigmi: 1. Il Maestro degli Enigmi di Hed 2. L'erede del mare e del fuoco 3. L'arpista nel vento | 13 giugno 2023    | ISBN 9788804758938 |
| 128    | Gordon R. Dickson                                                                 | Il Cavaliere Drago                                                            | Omnibus dei primi tre romanzi dell'ennealogia del Cavaliere Drago: 1. Il drago e il giorgio 2. Il cavaliere drago 3. Il drago sul confine | 4 luglio 2023     | ISBN 9788804758945 |
| 129    | Licia Troisi                                                                      | I regni di Nashira                                                            | Omnibus della tetralogia principale dei Regni di Nashira e del quinto romanzo spin-off: 1. Il sogno di Talitha 2. Le spade dei ribelli 3. Il sacrificio 4. Il destino di Cetus 5. Nascita di un ribelle | 4 luglio 2023     | ISBN 9788804743088 |
| 130    | Marissa Meyer                                                                     | Le cronache lunari – Volume 1                                                 | Omnibus dei primi tre romanzi delle Cronache Lunari: 1. Cinder 2. Scarlet 3. Cress | 19 settembre 2023 | ISBN 9788804745785 |
| 131    | Marissa Meyer                                                                     | Le cronache lunari – Volume 2                                                 | Omnibus comprendente il quarto romanzo principale delle Cronache Lunari, il romanzo prequel e una raccolta di racconti collaterali: 1. Winter 2. Fairest 3. Stars Above. Raccolta di nove racconti. | 19 settembre 2023 | ISBN 9788804745792 |
| 132    | Victoria Aveyard                                                                  | Regina Rossa. La serie – Volume l                                             | Omnibus dei primi due romanzi della tetralogia della Regina Rossa: 1. Regina Rossa 2. Spada di vetro Include inoltre in appendice un estratto promozionale del terzo romanzo e due novelle prequel: - Canzone della Regina - Cicatrici d’acciaio | 26 settembre 2023 | ISBN 9788804766308 |
| 133    | Stephen R. Donaldson                                                              | Cronache di Thomas Covenant, l’Incredulo                                      | Omnibus della prima trilogia de Le cronache di Thomas Covenant l'incredulo: 1. La conquista dello scettro 2. La guerra dei giganti 3. L'assedio della rocca Include inoltre in appendice la novella collaterale Fuoco d’Aureo. | 26 settembre 2023 | ISBN 9788804758716 |
| 134    | Jack Vance                                                                        | I Principi Demoni                                                             | Omnibus della pentalogia dei Principi Demoni entro l'universo del Gaean Reach: 1. Il re stellare 2. La macchina che uccide 3. Il palazzo dell’amore 4. La faccia 5. Il libro dei sogni | 26 settembre 2023 | ISBN 9788804763352 |
| 135    | Victoria Aveyard                                                                  | Regina Rossa. La serie – Volume lI                                            | Omnibus degli ultimi due romanzi della tetralogia della Regina Rossa: 1. Gabbia del re 2. Tempesta di guerra Include inoltre in appendice quattro racconti collaterali: - "Mondo alle spalle" - "Cuore di ferro" - "Luce infuocata" - "Addio" | 26 settembre 2023 | ISBN 9788804766315 |
| 4      | Terry Brooks                                                                      | Il ciclo di Shannara                                                          | Omnibus della prima trilogia dell'universo di Shannara: 1. La spada di Shannara 2. Le pietre magiche di Shannara 3. La canzone di Shannara Comprende inoltre in appendice il trittico di racconti prequel Paladini di Shannara: 1. "La ricerca di Allanon" 2. "La scelta del Maestro d’Armi" 3. "L’Irix Nero". Nuova edizione dell'uscita n. 4 ampliata con materiale inedito e con nuova veste grafica. | 28 settembre 2023 | ISBN 9788804744818 |
| 6      | Terry Brooks                                                                      | Il ciclo degli eredi di Shannara                                              | Omnibus della seconda tetralogia dell'universo di Shannara: 1. Gli eredi di Shannara 2. Il druido di Shannara 3. La regina degli Elfi di Shannara 4. I talismani di Shannara Nuova edizione dell'uscita n. 6 con nuova veste grafica. | 28 settembre 2023 | ISBN 9788804776741 |
| 136    | Gene Wolfe                                                                        | Il libro del Nuovo Sole                                                       | Omnibus della pentalogia del Nuovo Sole entro il Ciclo del Sole: 1. L’ombra del torturatore 2. L’artiglio del conciliatore 3. La spada del littore 4. La cittadella dell’autarca 5. Tyarre del Nuovo Sole Include inoltre in appendice sei racconti collaterali: - "Il gatto" - "La mappa" - "Il ragazzo che pescò il Sole" - "Imperi di fogliame e fiori" - "Il gracchio notturno" - "Dalla culla" | 24 ottobre 2023   | ISBN 9788804751755 |
| 137    | Claire Legrand                                                                    | Empirium. La trilogia                                                         | Omnibus della trilogia di Empirium: 1. Furyborn 2. Kingsbane 3. Lightbringer | 31 ottobre 2023   | ISBN 9788804764977 |
| 138    | Pierce Brown                                                                      | Red Rising. La prima trilogia                                                 | Omnibus della prima trilogia di Red Rising: 1. Red Rising 2. Golden Son 3. Morning Star | 14 novembre 2023  | ISBN 9788804776901 |
| 139    | Mary E. Pearson                                                                   | Dance of Thieves. Danza dei Ladri – La dilogia                                | Omnibus della dilogia della Danza dei Ladri: 1. Danza dei Ladri 2. Giuramento dei Ladri | 14 novembre 2023  | ISBN 9788804771951 |
| 140    | Nina Varela                                                                       | Crier’s War. La dilogia                                                       | Omnibus della dilogia della Crier's War: 1. Crier's War 2. Iron Heart | 31 ottobre 2023   | ISBN 9788835729846 |
| 141    | Brian Herbert e Kevin J. Anderson                                                 | Leggende di Dune                                                              | Omnibus della trilogia delle Leggende di Dune entro il Ciclo di Dune: 1. Il Jihad Butleriano 2. La crociata delle macchine 3. La battaglia di Corrin | 21 novembre 2023  | ISBN 9788804757849 |
| 142    | Sarah J. Maas                                                                     | Il Trono di Vetro. Volume I                                                   | Omnibus dei primi quattro romanzi dell'eptalogia del Trono di Vetro e della raccolta di racconti prequel: 1. Il trono di vetro 2. La corona di Mezzanotte 3. La lama dell’assassina. Raccolta di cinque racconti. 4. L’erede di Fuoco 5. La regina delle ombre | 28 novembre 2023  | ISBN 9788804754435 |
| 143    | Lucy Maud Montgomery                                                              | Anne di Green Gables. Volume II                                               | Omnibus dei tre romanzi centrali della saga di Anne Shirley: 1. Anne dell’Isola 2. La casa dei sogni di Anne 3. La Valle dell’Arcobaleno | 28 novembre 2023  | ISBN 9788804758273 |
| 144    | Charles Dickens                                                                   | Natale Dickens                                                                | Raccolta curata da Massimo Scorsone, comprende le ventidue novelle e racconti a tema natalizio composti da Dickens, organizzati in ordine cronologico di composizione: un episodio del Circolo Pickwick, i cinque Christmas Books (fra cui Il canto di Natale) e le sedici Christmas Stories (fra cui il dittico dei Fantasmi di Natale e quello della Signora Lirriper). Include inoltre una prefazione e una postfazione di G. K. Chesterton. | 28 novembre 2023  | ISBN 9788804744146 |
| 145    | Sarah J. Maas                                                                     | Il Trono di Vetro. Volume II                                                  | Omnibus degli ultimi tre romanzi dell'eptalogia del Trono di Vetro: 1. L’impero delle tempeste 2. La Torre dell’alba 3. Il regno di cenere | 28 novembre 2023  | ISBN 9788804754442 |
| 146    | Elizabeth May                                                                     | The Falconer. La trilogia                                                     | Omnibus della trilogia della Falconiera: 1. La Falconiera 2. Il Trono Evanescente 3. Il Regno Caduto | 5 marzo 2024      | ISBN 9788804764373 |
| 147    | Ellen Kushner e Delia Sherman                                                     | Riverside. La trilogia                                                        | Omnibus della trilogia di Riverside: 1. In punta di spada 2. Il privilegio della spada 3. La caduta dei re | 5 marzo 2024      | ISBN 9788804755388 |
| 148    | Robert Louis Stevenson                                                            | Il fantastico Robert Louis Stevenson                                          | Raccolta curata da Massimo Scorsone, comprende quattro romanzi e due raccolte di racconti d'avventura e dell'orrore, disposti in ordine cronologico: - L’Isola del Tesoro - Il trafugatore di salme - Lo strano caso del dottor Jekyll e del signor Hyde - Gli allegri compari e altri racconti. Raccolta di quattro racconti. - Il Master di Ballantrae - Gli intrattenimenti delle notti sull'isola. Raccolta di tre racconti. | 5 marzo 2024      | ISBN 9788804724858 |
| 149    | Terry Brooks                                                                      | Il ciclo del demone                                                           | Omnibus della trilogia del Demone: 1. Il demone 2. Il cavaliere del verbo 3. Il fuoco degli angeli | 26 marzo 2024     | ISBN 9788804768791 |
| 150    | James Lovegrove                                                                   | Archivi Cthulhu. Gli abominevoli casi di Sherlock Holmes.                     | Omnibus dei primi tre romanzi del ciclo degli Archivi Cthulhu, serie cross-over fra la saga di Sherlock Holmes e il Ciclo di Cthulhu: 1. Sherlock Holmes e le ombre di Shadwell 2. Sherlock Holmes e gli orrori del Miskatonic 3. Sherlock Holmes e i Diavoli Marini del Sussex | 2 aprile 2024     | ISBN 9788804734062 |
| 151    | Nora Sakavic                                                                      | All for the game. La serie                                                    | Omnibus della trilogia All for the game: 1. The Foxhole Court 2. The Raven King 3. The King’s Men | 23 aprile 2024    | ISBN 9788804774983 |
| 152    | Josiah Bancroft                                                                   | I libri di Babele. La serie completa                                          | Omnibus della tetralogia della Torre di Babele: 1. L'ascesa di Senlin 2. Il braccio della sfinge 3. Il re schiavo 4. La caduta di Babele | 30 aprile 2024    | ISBN 9788804755159 |
| 153    | Naomi Novik                                                                       | Uprooted / Spinning Silver                                                    | Volume doppio di romanzi di fantasy mitico: - Uprooted. Cuore oscuro. - Spinning Silver. La filatrice d'argento | 7 maggio 2024     | ISBN 9788804762720 |
| 154    | V. E. Schwab                                                                      | Shades of Magic. La trilogia                                                  | Omnibus della trilogia Shades of Magic: 1. A Darker Shade of Magic 2. A Gathering of Shadows 3. A Conjuring of Light | 4 giugno 2024     | ISBN 9788804781295 |
| 155    | Evangeline Walton                                                                 | I Mabinogion                                                                  | Omnibus della tetralogia dei Mabinogion: 1. Il principe dell'Annwn 2. I figli di Llyr 3. La canzone di Rhiannon 4. L'isola dei potenti | 11 giugno 2024    | ISBN 9788804750062 |
| 156    | Joseph Sheridan Le Fanu                                                           | Specchi oscuri. Carmilla e altri incubi di Joseph Sheridan Le Fanu            | Raccolta curata da Chiara Meistro e Franco Pezzini, comprende cinquantasette racconti dell'orrore e del mistero organizzati in ordine cronologico di composizione, ivi compresi il romanzo fix-up Le Cronache di Golden Friars e le raccolte I misteri di Padre Purcell, Storie di fantasmi e racconti del mistero, Un oscuro scrutare e Un rifugio per gli incubi; o: storie misteriose. | 11 giugno 2024    | ISBN 9788804775379 |
| 157    | Lois McMaster Bujold                                                              | Vorkosigan. L'inizio                                                          | Omnibus dei primi romanzi del Ciclo dei Vor: 1. Gravità zero 2. L'onore dei Vor 3. Barrayar | 2 luglio 2024     | ISBN 9788804787754 |
| 158    | Michael Moorcock                                                                  | Elric. La saga infinita                                                       | Omnibus comprendente i due romanzi midquel della saga di Elric di Melniboné entro il macro-ciclo del Campione Eterno: 1. La fortezza della perla 2. La vendetta della rosa E la trilogia di Oona e Ulric von Bek, sempre parte del ciclo del Campione Eterno: 1. La figlia della ladra di sogni 2. L'albero degli Skrayling 3. Il figlio del lupo bianco. L'albino sottoterra | 9 luglio 2024     | ISBN 9788804757450 |